# William Huskisson
William Huskisson  (11 de marzo de 1770 - 15 de septiembre de 1830) fue un político británico, financiero y Miembro del Parlamento por varios distritos electorales, incluido Liverpool.
Se convirtió en la primera víctima mortal de un accidente ferroviario en el mundo al ser atropellado y herido de muerte por la Rocket, la locomotora pionera de Robert Stephenson.

## Semblanza

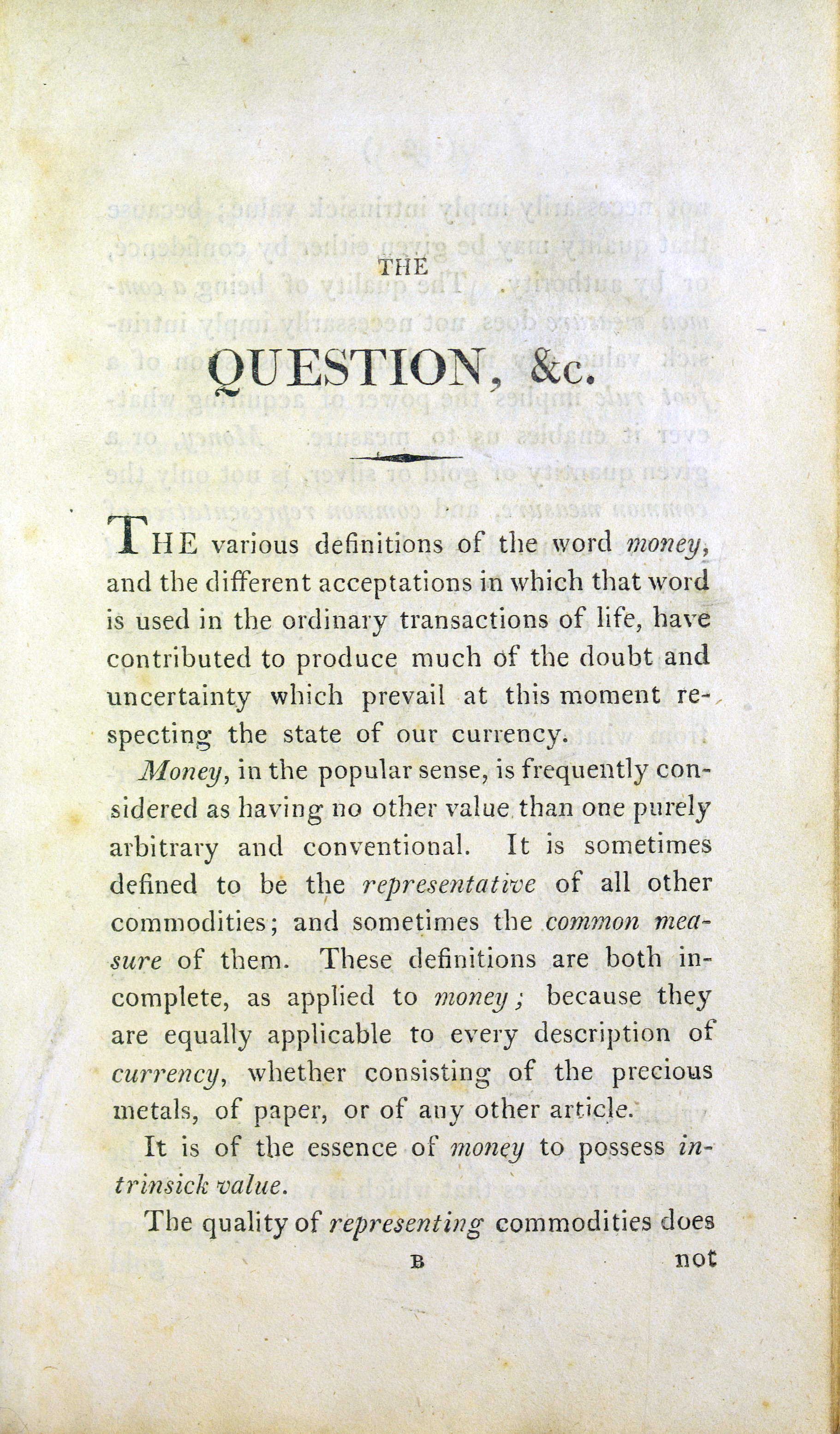
"Question concerning the depreciation of our currency" (Pregunta sobre la depreciación de nuestra moneda), 1810

Huskisson nació en la mansión de Birtsmorton, situada cerca de Malvern en Worcestershire. Era el mayor de cuatro hermanos. Su madre murió prematuramente y el padre se volvió a casar, teniendo más descendencia. En 1783 fue enviado a París con su tío, donde permaneció hasta 1793: habiendo visto el desarrollo de la Revolución Francesa, se apasionó por la política. Además, su participación en la facción moderada le aseguró una buena reputación como experto financiero y se ganó el favor del embajador británico, el marqués de Stafford, que lo quería con él cuando regresó a Londres.
Gracias a su fluido francés, se encargó de realizar numerosas tareas en la gestión de los bienes de los refugiados de ese país. El Primer Ministro William Pitt (el Joven), conocedor de su trabajo, lo nombró Subsecretario de Guerra.
Aunque había sido elegido parlamentario en varias ocasiones en las filas de los toris, hasta 1812 su actividad política fue modesta. En 1814, sin embargo, ganó nueva notoriedad al participar en el debate sobre las leyes de cereales, en el que propuso medidas para controlar la deuda pública. Más adelante trabajó en la agricultura colonial, con una posición favorable a la esclavitud.
Durante la década de 1820 se unió a la facción de los llamados Canningites, un grupo de toris llamado así por estar liderado por George Canning. Su conducta política favoreció la emancipación católica y el libre comercio.
En 1827 Canning fue acusado de formar un gobierno que no podía contar con el pleno apoyo de los conservadores y se vio obligado a recurrir al apoyo de los whigs. Canning murió en agosto de ese año y fue sucedido por Lord Goderich. Sin embargo, el gobierno cayó en enero de 1828. Los canningitas posteriormente se reconciliaron con los conservadores y comenzaron a ser conocidos como los "huskissonitas", ya que Huskisson se había convertido en su líder. Reducidos en número por las dimisiones debidas a los escándalos por la asignación de una docena de escaños en la Cámara de los Comunes, fueron cortejados por los dos principales partidos políticos en un intento de inclinar la balanza a su favor.

### Muerte
A pesar de su carrera política, la notoriedad de Huskisson se debe a que se le considera la primera víctima en la historia de un accidente ferroviario. Con las piernas y los brazos debilitados por lesiones anteriores, además de convaleciente de una reciente operación de riñón, el 15 de septiembre de 1830 asistió (a pesar de la opinión contraria de su médico) a la ceremonia de inauguración de la línea ferroviaria entre Liverpool y Mánchester. Hacia el mediodía, durante una parada para repostar en Eccles del convoy en el que viajaba, se apeó del coche y mientras estrechaba la mano del duque de Wellington, un grito de alarma alertó a la multitud de la llegada del tren remolcado por la locomotora Rocket de George Stephenson. Todas las personas que estaban con él lograron ponerse a salvo cruzando las vías o trepando a los vagones estacionados, pero Huskisson entró en pánico y comenzó a deambular por la vía del ferrocarril para finalmente intentar subir a un vagón. Desafortunadamente, se agarró a una puerta que se abría hacia afuera, resbaló en los escalones y cayó sobre la vía por donde venía la Rocket, que lo atropelló ante su aterrorizada esposa, desgarrándole una pierna. Fue rescatado de inmediato, pero el médico presente aseguró que la amputación de la pierna afectada seguramente habría causado su muerte. Por la tarde pudo dictar su testamento y murió poco después a causa de sus graves heridas.
Fue enterrado en el cementerio de St. James de Liverpool.

## Publicaciones
- John Murray & J. Hatchard, ed. (1810). Question concerning the depreciation of our currency (en inglés). Londres.